# غاري كينسمان
غاري كينسمان هو عالم اجتماع كندي، ولد في 1955.